# Tom Baker
Thomas Stewart Baker, detto Tom (Liverpool, 20 gennaio 1934), è un attore inglese, principalmente noto per aver interpretato il Quarto Dottore, dal 1974 al 1981, nella longeva serie televisiva di fantascienza Doctor Who.

## Biografia

### Inizi
Suo padre Thomas era un marinaio (raramente a casa) così che Tom venne educato principalmente dalla madre, fervente cattolica. Lasciata la scuola a 15 anni entrò in convento e vi rimase per sei anni, dopodiché si imbarcò su una nave mercantile. Nello stesso periodo cominciò a recitare per hobby fino ad ottenere nel 1971 la parte di Rasputin nel film Nicola e Alessandra (Nicholas and Alexandra).

### Doctor Who
Nel 1974, Baker subentra a Jon Pertwee nel ruolo di Quarto Dottore nella serie Doctor Who, grazie soprattutto alla sua partecipazione al film Il viaggio fantastico di Sinbad. Essendosi presentato alla conferenza stampa vestito con vecchi abiti di scena (che gli erano stati dati per sostituire il suo modesto vestiario, dato che all'epoca lavorava ancora principalmente come muratore), gli fu affibbiato dalla stampa il nomignolo di "Boiler Suit Tom".
Ben presto riesce a fare suo il ruolo, caratterizzandolo grazie a una notevole eccentricità sia nell'abbigliamento (famosa la lunga sciarpa colorata e il cappello dall'ampia tesa) che nel parlare. È stato l'attore che ha ricoperto il ruolo per maggior tempo: sette stagioni dal 1974 al 1981, di cui due (la dodicesima e la tredicesima) sono state le uniche della serie classica a essere state trasmesse parzialmente in Italia.
È stato l'unico attore della serie classica di Doctor Who a partecipare allo speciale dei 50 anni della serie (sebbene in un altro ruolo), andato in onda il 23 novembre 2013.

### Vita privata
Nel 1981 ha sposato l'attrice Lalla Ward, co-protagonista per due anni in Doctor Who, in cui interpretava la compagna di viaggio del Dottore, Romana. Il matrimonio è naufragato però dopo soli sedici mesi. Nel 1987 si è risposato con Sue Jerrard. Dal 2003 al 2006 ha vissuto in Francia. Attualmente vive nell'East Sussex.

## Filmografia parziale

### Attore

#### Cinema
- The Winter's Tale, regia di Frank Dunlop (1967)
- Nicola e Alessandra (Nicholas and Alexandra), regia di Franklin J. Schaffner (1971)
- Fuga da Hollywood (The Last Movie), regia di Dennis Hopper (1971)
- I racconti di Canterbury, regia di Pier Paolo Pasolini (1972)
- Il viaggio fantastico di Sinbad (The Golden Voyage of Sinbad), regia di Gordon Hessler (1973)
- Dungeons & Dragons - Che il gioco abbia inizio (Dungeons & Dragons), regia di Courtney Solomon (2000)

#### Televisione
- Doctor Who – serie TV, 174 episodi (1974-1981, 2013) – Quarto Dottore/Il Curatore
- The Hound of the Baskervilles – miniserie TV, 4 puntate (1982) – Sherlock Holmes
- Blackadder II, episodio Potato (1986)
- Le cronache di Narnia (The Chronicles of Narnia) – serie TV, 5 episodi (1990)
- Medics – serie TV, 34 episodi (1992-1995)
- Randall & Hopkirk (Randall & Hopkirk (Deceased)) – serie TV, 10 episodi (2000-2001)
- Monarch of the Glen – serie TV, 12 episodi (2004-2005)
- Miss Marple (Agatha Christie's Marple) – serie TV, episodio 3x03 (2007)

### Doppiatore
- Little Britain – serie TV, 23 episodi (2003-2006)
- The Beeps - serie animata, 45 episodi (2007-2008)
- Little Britain USA – serie TV, 6 episodi (2008)
- Star Wars Rebels - serie TV (2016-2018)

## Discografia parziale

### Album
- 1977 - Doctor Who and the Pescatons
- 1977 - Jules Verne Journey To the Centre Of the Earth
- 1982 - Serafina The Story of a Whale (con Joanna Lumley e David Bellamy)
- 1984 - Gremlins
- 2000 - The Boy Who Kicked Pigs
- 2010 - Doctor Who: Demon Quest: The Relics Of Time
- 2010 - Doctor Who: Demon Quest: The Demon Of Paris
- 2010 - Doctor Who: Demon Quest: A Shard Of Ice
- 2010 - Doctor Who: Demon Quest: Sepulchre
- 2010 - Doctor Who: Demon Quest (The Complete Series)
- 2010 - Doctor Who: Demon Quest: Starfall
- 2009 - Doctor Who: The Hornet's Nest 4: A Sting in the Tale
- 2010 - Doctor Who: The Hornet's Nest (The Complete Series)
- 2011 - Doctor Who: Serpent Crest: Tsar Wars
- 2011 - Doctor Who: Serpent Crest: The Broken Crown
- 2011 - Doctor Who: Serpent Crest: Aladdin Time
- 2011 - Doctor Who: Serpent Crest
- 2011 - Doctor Who: Serpent Crest: Survivors In Space
- 2011 - Doctor Who: Serpent Crest: The Hexford Invasion
- 2014 - Tom Baker Interviewed by Nicholas Briggs - Tom Baker at 80

### Partecipazioni
- 2007 - AA.VV. June 2007 Edition
- 2009 - AA.VV. NJX@NY$!#2 (A Macabre Terpsichore Of Audio Non Sequiturs)
- 2012 - AA.VV. Juno Plus Podcast 29

## Doppiatori italiani
- Gianni Musy in Nicola e Alessandra
- Diego Reggente in  Doctor Who
- Luciano De Ambrosis in Miss Marple

Da doppiatore è sostituito da:
- Massimo Corvo in La giostra magica